# Clubfighter
Clubfighter ist ein amerikanisches Wort, das sich im Profiboxen auch im deutschsprachigen Raum eingebürgert hat. Es bezeichnet Boxer, die nicht genug Talent haben, um ganz nach oben zu kommen und in Wettbewerben ausreichend erfolgreich zu sein. Dennoch können sie ernstzunehmende Leistungen erbracht haben: Diese können in Siegen gegen bekannte Gegner bestehen (z. B. Ross Puritty schlug Wladimir Klitschko) oder in Siegen gegen andere Clubfighter, aber auch in guten Leistungen bei einer Niederlage (gewonnene Runden) oder besonderen Nehmerqualitäten.
Clubfighter sind aufgrund ihrer limitierten Fähigkeiten nur Mitglieder eines lokaleren Clubs oder gar keines Clubs.
Der im anglo-amerikanischen Sprachraum ebenfalls verwendete Begriff Journeyman ist aufschlussreicher: Der so bezeichnete Boxer ist ein respektabler Aufbaugegner mit soliden, aber nicht herausragenden Fähigkeiten, der im Laufe seiner Karriere wiederholt gegen Titelanwärter kämpfen darf, aber nur ausnahmsweise eine Chance auf den Sieg hat.